# Амак (острів)

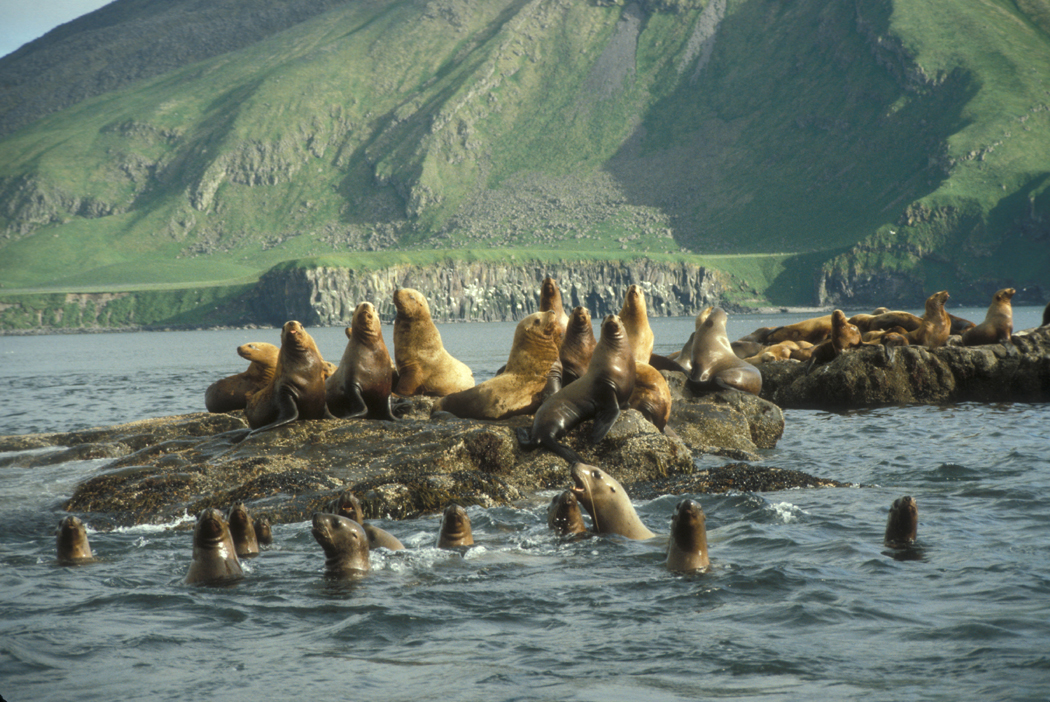
Острів Амак, лежбище морських левів

Острів Амак (алеут. Amax;  рос. Амак ) - безлюдний острів у східному районі Алеутських островів, штат Аляска, США. Острів розташований на північ від західного краю півострова Аляска та на північний захід від материкового міста Колд-Бей. Площа острова становить 15,09 км2, а його максимальна висота становить 488 м. Гора Амак, яка є вулканом, востаннє вивергалась в 1796 році.
Місцева популяція співочої пасовки востаннє була помічена на острові напередодні Нового року, 1980/1981, і з тих часів їх не бачили; рослинність острова зіграла свою роль у його зникненні. Ці птахи раніше вважалися окремим підвидом, Melospiza melodia amaka, але зараз вважаються такими, що належать до діапазону варіацій алеутського співочого горобця (M. m. sanaka).  Непідтверджені звіти кінця 1980-х років свідчать про те, що острів, якщо якість середовища існування покращиться, з часом буде повторно колонізований цим видом. 

## Подальше читання
- Бюро перепису населення США (2000): острів Амак: блок 1071, район перепису 1, східний район Алеутських островів, Аляска